# Richland (Indiana)
Richland es un pueblo ubicado en el condado de Spencer en el estado estadounidense de Indiana. En el Censo de 2010 tenía una población de 425 habitantes y una densidad poblacional de 318,63 personas por km².

## Geografía
Richland se encuentra ubicado en las coordenadas 37°56′48″N 87°10′11″O / 37.94667, -87.16972. Según la Oficina del Censo de los Estados Unidos, Richland tiene una superficie total de 1.33 km², de la cual 1.33 km² corresponden a tierra firme y (0%) 0 km² es agua.

## Demografía
Según el censo de 2010, había 425 personas residiendo en Richland. La densidad de población era de 318,63 hab./km². De los 425 habitantes, Richland estaba compuesto por el 98.59% blancos, el 0.24% eran afroamericanos, el 0.47% eran amerindios, el 0% eran asiáticos, el 0% eran isleños del Pacífico, el 0% eran de otras razas y el 0.71% pertenecían a dos o más razas. Del total de la población el 1.18% eran hispanos o latinos de cualquier raza.